# Meuble humain

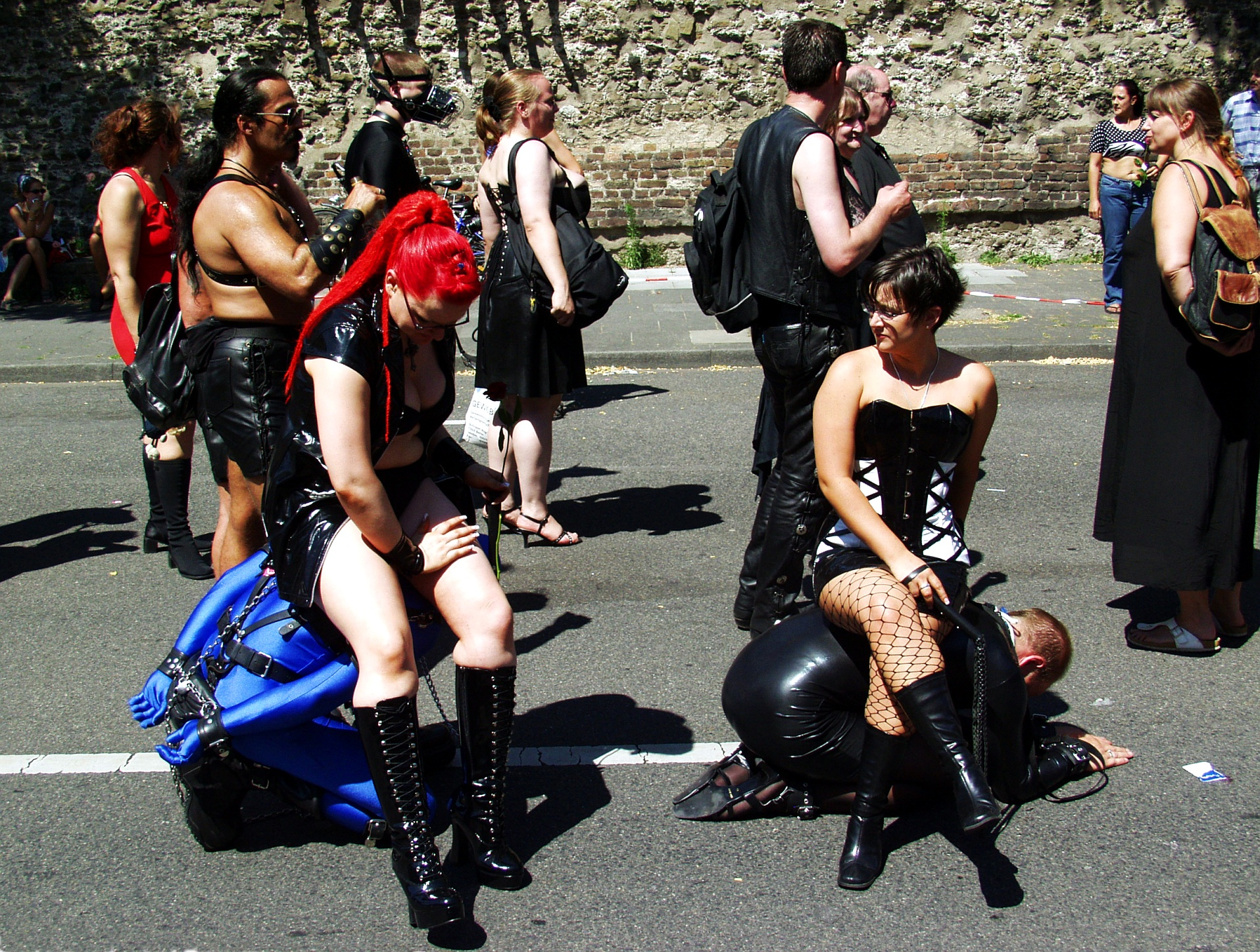
Christopher Street Day (CSD) 2006 : exemple de meubles humains.

L'objectification (forniphilie ou meuble humain) est une forme de bondage et de réification sexuelle durant laquelle le corps d'un sujet est considéré en tant qu'objet : machine, lustre, chaise, table, toilettes, etc. Le sujet est physiquement restreint. Il est souvent bâillonné et/ou placé dans une position qui nécessite une surveillance particulière.

## Historique
En 1994, paraît le premier numéro de la revue Maniac. Déjà Gilles Berquet y relate ce que l'on nomme aujourd'hui la « forniphilie ». Il nomme cela « Les commodités de la femme ». Il commente divers dessins et photos : un semainier dans lequel la femme est enfermée. Le plateau supérieur est, pour la circonstance, transformé en carcan ainsi que les côtés supérieurs du meuble. La tête émerge du plateau supérieur. Elle supporte un lustre et une ampoule, et devient une lampe. Les bras sortent sur les côtés du semainier. L'un d'eux avec dans la main un plateau contenant une montre et des boutons de manchette. L'autre bras supporte des cravates au niveau du poignet. Le premier tiroir est ouvert laissant apparaître les seins de la femme, comme s'ils étaient de simples accessoires rangés dans le tiroir. Plus loin une femme parapluie, une autre femme lampe, une femme attachée dans un pot de fleur, bondée par une plante grimpante. Enfin des photos de Gilles Berquet, inspirées par son maître John Willie, photos où le corps de la femme est enfermé dans une malle, laissant apparaître le visage et le bas des jambes.
Le mot-valise « forniphilie », forgé à partir des termes « furniture » (meuble), « fornication » et « philie » (amour) a originellement été créé par l'Anglais Jeff Gord,. Ingénieur spécialisé dans la transformation des débris en métal qui sont aplatis, compressés et transformés en blocs, il était aussi très excité à l’idée de transformer l’humain suivant les mêmes processus. Ainsi, créateur de la maison d’édition House of Gord en 1989, Jeff Gord mit d’abord ses fantasmes par écrit avant de passer à l’acte en photos. Mais, de toute évidence, qu'il s'agisse de Jeff Gord ou de Gilles Berquet, ils furent tous deux inspirés par John Willie.
C'est Yürgen Boedt qui a publié dans Secret Magazine l'article de Jeff Gord sur les meubles humains, accompagné de photos montrant des femmes attachées par des cordes ou des liens de cuir et en position de lampe ou de dossier de fauteuil de bureau, de selle de tricycle, de pare-chocs de voiture,, de divers meubles ainsi que de sculptures artistiques, sculptures pour remorque,.
Mais cette pratique ou ce fantasme consistant à transformer des humains en meubles existait déjà avant. Par exemple, au Japon, dans son récit La Chambre rouge (1925), l’écrivain Edogawa Ranpo met en scène des pervers qui se glissent dans des fauteuils creux et jouissent de sentir de belles femmes s’endormir contre eux, alanguies entre les bras du fauteuil qui les serre, s’abandonnant au plaisir qu’elles n’identifient pas : la chaleur d’un meuble dont le cœur bat. Le roman de Shozo Numa, Yapou, bétail humain, regorge de descriptions étonnantes d’humains modifiés qui deviennent « par amour » des fournitures de lits. Auparavant, s'agissant des meubles humains et de l'érotisme de ceux qui s'assoient dessus, Sade écrivit le fameux épisode de l'ogre Minski, dont le salon est exclusivement meublé de femmes nues, dans l'Histoire de Juliette, ou les Prospérités du vice (1799).

## Exemples
- Gilles Berquet